# Hydrovatus visendus
Hydrovatus visendus är en skalbaggsart som beskrevs av Olof Biström 1997. Hydrovatus visendus ingår i släktet Hydrovatus och familjen dykare. Inga underarter finns listade i Catalogue of Life.